# سرو ال پیتال
سِرُو ال پیتال یا تپهٔ ال پیتال (به اسپانیایی: Cerro El Pital) کوهی به ارتفاع ۲٬۷۳۰ متر واقع در مرز ال سالوادور با هندوراس است و بلندترین نقطه در کشور ال سالوادور شناخته می‌شود. این کوه همچنین دهمین کوه بلند در آمریکای شمالی است.

## مشخصات
کوه ال پیتال در ۱۵ کیلومتری شمال شرقی سن ایگناسیو واقع در استان چالاتنانگوی کشور ال سالوادور قرار دارد. دامنه‌های این کوه پوشیده از جنگل ابری است و درختانی همچون کاج، سرو و بلوط را شامل می‌شود.
ال پیتال دارای دو قله است که در بینشان فضایی دالان‌مانند وجود دارد و وزش باد در این قسمت، آنرا مطلوب کسانی ساخته‌است که خواهان هوایی خنک هستند چرا که دمای هوا در اینجا ۱۰ درجهٔ سانتی‌گراد کمتر از محیط اطراف آن است.
سِرُو ال پیتال با ۲٬۷۳۰ متر ارتفاع بلندترین نقطهٔ ال سالوادور است، با وجود این صعود از آن آسان بوده و حتی می‌شود بیشتر مسیر را با اتومبیل پیمود.